# Peter Hermann (aktor)
Peter Hermann, właśc. Karl Peter Frederic Albert Hermann (ur. 15 sierpnia 1967 w Nowym Jorku) – amerykański aktor, producent i scenarzysta filmowy, teatralny i telewizyjny pochodzenia niemieckiego.

## Życiorys

### Wczesne lata
Jego rodzice byli Niemcami. Opuścili Nowy Jork dwa miesiące po narodzinach Petera. Do 10. roku życia dorastał na terenie Niemiec. Następnie wraz z rodziną przeniósł się do Stanów Zjednoczonych i wychowywał się w Greenwich, w stanie Connecticut, gdzie podczas swoich lat szkolnych brał udział w produkcjach teatralnych. Opanował nie tylko język angielski i niemiecki, lecz również biegle język hiszpański i francuski. W 1990 ukończył studia na Uniwersytecie Yale. W ramach organizacji non-profit Teach for America, przez dwa lata działał w południowym Bronksie. Podczas przerwy letniej, chciał studiować u słynnego japońskiego reżysera Tadashi Suzuki w Toyamie w Japonii. Następnie pracował przez kilka lat jako nauczyciel.

### Kariera
W roku 1997 debiutował na małym ekranie jako dr Michael Burke w operze mydlanej CBS Guiding Light. Później pojawiał się w odcinkach takich seriali jak Prawo i porządek (Law & Order, 2000), Seks w wielkim mieście (Sex and the City, 2003), Wszystkie moje dzieci (All My Children, 2003), Rockefeller Plaza 30 (30 Rock, 2007) i Żona idealna (The Good Wife, 2010).
W serialu Kaszmirowa mafia (Cashmere Mafia, 2008) zagrał postać Davisa Drapera, menedżer funduszu hedgingowego i byłego męża właścicielki hotelu Juliet (Miranda Otto). Pomimo znacznego sukcesu, seria nie została przedłużona na kolejny sezon.
Grywał także role drugoplanowe w filmach takich jak Lot 93 (United 93, 2006), Furia (Edge of Darkness, 2010) obok Mela Gibsona i Tajemnica Filomeny (Philomena, 2013).
W 1999 trafił na scenę off-Broadwayu w roli Egona w sztuce Zgromadzenie (The Gathering) u boku Theodore’a Bikela. W 2001 zadebiutował na Broadwayu w adaptacji teatralnej Abby’ego Manna Wyrok w Norymberdze w National Actors Theatre. W 2007 wystąpił w Longacre Theatre w sztuce Erica Bogosiana Talk Radio jako Dan Woodruff, a w latach 2011–2013 grał różne role (m.in. księdza) w adaptacji teatralnej Czas wojny (War Horse). Wystąpił także jako Orsino w komedii szekspirowskiej Wieczór Trzech Króli na scenie Guthrie i jako Brick w Kotce na gorącym blaszanym dachu Tennessee Williamsa na Arena Stage w Waszyngtonie.

### Życie prywatne
W kwietniu 2004 na planie serialu NBC Prawo i porządek poznał aktorkę Mariskę Hargitay i 28 sierpnia 2004 w Santa Barbara wzięli ślub. Mają trójkę dzieci – jednego syna Augusta Miklosa Friedricha (ur. 28 stycznia 2006) i dwójkę dzieci adoptowanych: syna Andrew Nicolasa, którego zaadaptowali w październiku 2011, oraz córkę Amayę Josephine Hermann, którą zaadoptowali 6 kwietnia 2011.

## Filmografia
| Film      | Film                                                                   | Film                  | Film                                                                     |
| Rok       | Film                                                                   | Rola                  | Uwagi                                                                    |
| --------- | ---------------------------------------------------------------------- | --------------------- | ------------------------------------------------------------------------ |
| 2002      | Wielbicielka (Swimfan)                                                 | lekarz na dyżurze     |                                                                          |
| 2004      | Duane Incarnate                                                        | Duane                 |                                                                          |
| 2006      | The Treatment                                                          | Steve                 |                                                                          |
| 2006      | Lot 93 (United 93)                                                     | Jeremy Glick          |                                                                          |
| 2010      | Furia (Edge of Darkness)                                               | Sanderman             |                                                                          |
| 2010      | Wygrać miłość (Just Wright)                                            | Dr Taylor             |                                                                          |
| 2011      | Too Big to Fail                                                        | Christopher Cox       | TV                                                                       |
| 2013      | Tajemnica Filomeny (Philomena)                                         | Pete Olsson           |                                                                          |
| 2013      | Smak życia 3, czyli chińska układanka (Chinese Puzzle)                 | John                  |                                                                          |
| Telewizja |                                                                        |                       |                                                                          |
| Rok       | Tytuł                                                                  | Rola                  | Uwagi                                                                    |
| 1997-98   | Guiding Light                                                          | Dr Michael Burke      | 42 odcinki                                                               |
| 1999      | Luzik Guzik (Get Real)                                                 | David                 | odc.: „Pilot”, „Sexual Healing”, „Passages”                              |
| 2000      | Prawo i porządek (Law & Order)                                         | Al Goran              | odc. „Mega”                                                              |
| 2000      | Spin City                                                              | Ed                    | odc. „Don’t Get on the Bus”                                              |
| 2002      | Nocny kurs (Hack)                                                      | Mark Vincenzo         | odc. „Obsession”                                                         |
| 2002-2015 | Prawo i porządek: sekcja specjalna (Law & Order: Special Victims Unit) | Trevor Langan         | 28 odcinków                                                              |
| 2003      | Seks w wielkim mieście (Sex and the City)                              | David                 | odc. „Hop, Skip and a Week”                                              |
| 2003      | Wszystkie moje dzieci (All My Children)                                | Wayne Kabak           | odc. „22 sierpnia 2003”                                                  |
| 2005      | Hope i Faith (Hope & Faith)                                            | Brent                 | odc. „The Halloween Party”                                               |
| 2006      | Piękni (Beautiful)                                                     | Luke Dalton           | 6 odcinków                                                               |
| 2006      | Impas (Standoff)                                                       | Liam Fowler           | odc. „Shanghai’d”                                                        |
| 2006      | Oczy Angeli (Angela’s Eyes)                                            | Peter Wagner          | odcinek pilotowy „Eyes For Windows”, „In Your Eyes”, „Eyes on the Prize” |
| 2007      | Rockefeller Plaza 30 (30 Rock)                                         | Gray                  | odc. „The Head and the Hair”                                             |
| 2008      | Kaszmirowa mafia (Cashmere Mafia)                                      | Davis Draper          | 7 odcinków                                                               |
| 2008      | Fringe: Na granicy światów (Fringe)                                    | Grant                 | odc. „The Ghost Network”                                                 |
| 2009      | Znudzony na śmierć (Bored to Death)                                    | Gary                  | odc. „The Alanon Case”                                                   |
| 2010      | Żona idealna (The Good Wife)                                           | Sędzia Derek Shickel  | odc. „Hybristophilia”                                                    |
| 2011–2012 | A Gifted Man                                                           | Harrison Curtis       | 5 odcinków                                                               |
| 2012-2014 | Zaprzysiężeni (Blue Bloods)                                            | John „Jack” Boyle     | 5 odcinków                                                               |
| 2010      | Białe kołnierzyki (White Collar)                                       | Willson Mailer        | odc. „Parting Shoots”                                                    |
| 2013      | Elementary                                                             | Detektyw Craig Basken | odc. „An Unnatural Arrangement”                                          |
| 2015–2021 | Younger                                                                | Charles Brooks        |                                                                          |